# Крахмалёва, Клара Сергеевна
Клара Сергеевна Крахмалёва (25 декабря 1926, Краснодар, Северо-Кавказский край — 14 сентября 2017, Краснодар) — советская актриса оперетты, заслуженная артистка РСФСР.

## Биография
Клара Сергеевна Крахмалёва родилась 25 декабря 1926 года в Краснодаре. Её мать Мария Антоновна была батрачка из Курской области и, будучи ещё маленькой девочкой, приехала в Краснодар с семьёй продавца мороженого. Будущая актриса занималась в хоровом кружке Дворца пионеров. Поступила в Краснодарское музыкальное училище им. Н. А. Римского-Корсакова. Однако, после 1-го курса её педагог К. А. Ардатов посоветовал попытать счастья в Москве, где она поступила в музыкальное училище им. А. К. Глазунова, после которого вернулась в Краснодар.
В 1950—1980-х годах играла в Краснодарском театре музыкальной комедии, где дебютировала летом 1950 года в роли Олеси в «Трембите» Юрия Милютина. Была ведущей солисткой театра в течение 30 лет, затем работала заведующей труппой.
Умерла в ночь с 13 на 14 сентября 2017 года в Краснодаре на 91-м году жизни. Похороны состоятся на Славянском кладбище Краснодара.

### Семья
- Муж — конферансье Леонид Львович Лебединский, заслуженный артист Кубани[4].
- Дочь — актриса Карина Петровская, заслуженная артистка Кубани, ведущая солистка Краснодарского музыкального театра.

## Награды и премии
- Заслуженная артистка РСФСР (29.09.1960).

## Роли в театре
- «Мечтатели» К. Листова — Маша Огнева
- «Поцелуй Чаниты» Ю. Милютина — Чанита
- «Холопка» Н. Стрельникова — Поленька
- «Голубой гусар» Н. Рахманова — Шура Азарова
- «Цыганский барон» И. Штрауса — Арсена
- «Роз-Мари» Р. Фримла и Г.Стотгарта — Роз-Мари
- «Марица» И. Кальмана — Лиза
- «Принцесса цирка» И. Кальмана — Мабель
- «Сильва» И. Кальмана — Стасси
- «Баядерка» И. Кальмана — Мариэтта
- «Летучая мышь» И. Штрауса — Адель
- «Фраскита» Ф. Легара — Долли
- «Фиалка Монмартра» И. Кальмана — Виолетта
- «Моя прекрасная леди» Ф. Лоу — Элиза Дулиттл
- «Кубанские ласточки» Д. Фалилеева, Г. Плотниченко и Я. Верховского
- «Скандал в Авлабаре!» (реж. Владимиром Канделаки) — Ануш
- «Белая акация» И. Дунаевского — Тоня